# Gnorimosphaeroma ovatum
Gnorimosphaeroma ovatum is een pissebed uit de familie Sphaeromatidae. De wetenschappelijke naam van de soort is voor het eerst geldig gepubliceerd in 1933 door Gurjanova.